# Papua (provincie)
Papua je největší indonéskou provincií. Rozprostírá se na většině západní části ostrova Nová Guinea. Na východě sousedí se státem Papua Nová Guinea. Provincie původně zabírala celou západní část ostrova, ale v roce 2003 byla rozdělena. V nejzápadnější části ostrova na poloostrově Ptačí hlava byla ustanovena provincie Irian Jaya Barat (nyní Západní Papua). Legalita rozdělení provincie je předmětem sporu zejména kvůli autonomii udělené provincii již v roce 2000.
Hlavním městem provincie je Jayapura na severovýchodě (200 000 obyvatel). Papua patří mezi nejméně zalidněné oblasti Indonésie, místní populace však patří mezi nejrychleji rostoucí v celém státě. Důvodem je vysoká porodnost kombinovaná s přistěhovalectvím z jiných oblastí Indonésie.

Mapa Národního parku Lorentz s vyznačeným dolem Grasberg (fialově)

Převážnou část území dosud zaujímají původní lesy. Významným prvkem krajiny je pohoří Maoke, jehož nejvyšší vrcholy výrazně převyšují 4000 m. Nachází se zde nejvyšší hora Indonésie, Puncak Jaya. Mezi nejdelší řeky patří Digul a Mamberamo. Součástí provincie je řada menších ostrovů, největšími z nich jsou Dolak, Biak a Yapen. Nachází se zde také největší národní park celé jihovýchodní Asie, Lorentz. V těsném sousedství národního parku se přitom nachází jeden z největších dolů světa, Grasberg.